# ارين ميلر (مخرج)
ارين ميلر (بالإنجليزية: Warren Miller)‏ هو منتج أفلام ومخرج أمريكي، ولد في 15 أكتوبر 1924 في هوليوود في الولايات المتحدة، وتوفي في 24 يناير 2018 في جزيرة أوركاس Orcas Island ‏ في الولايات المتحدة.

## وصلات خارجية
- ارين ميلر على موقع IMDb (الإنجليزية)
- ارين ميلر على موقع أول موفي (الإنجليزية)
- ارين ميلر على موقع قاعدة بيانات الفيلم (الإنجليزية)
- ارين ميلر على موقع كينوبويسك (الروسية)
- ارين ميلر على موقع كينوبويسك (الروسية)